# Église paroissiale San Vitale
L’église paroissiale San Vitale, appelée en italien Chiesa di San Vitale, est une église située sur le territoire de la ville tessinoise de  Chiasso, en Suisse.
À l'église San Vitale de Chiasso, se sont mariés, en septembre 1947, Mario Sergio Merlini et Bettina Bæchtold. Mario fut chimiste, industriel et poète tessinois. Son œuvre en dialecte tessinois parle des gens du Mendrisiotto, de sa jeunesse et est d'une charmante spontanéité.

## Description

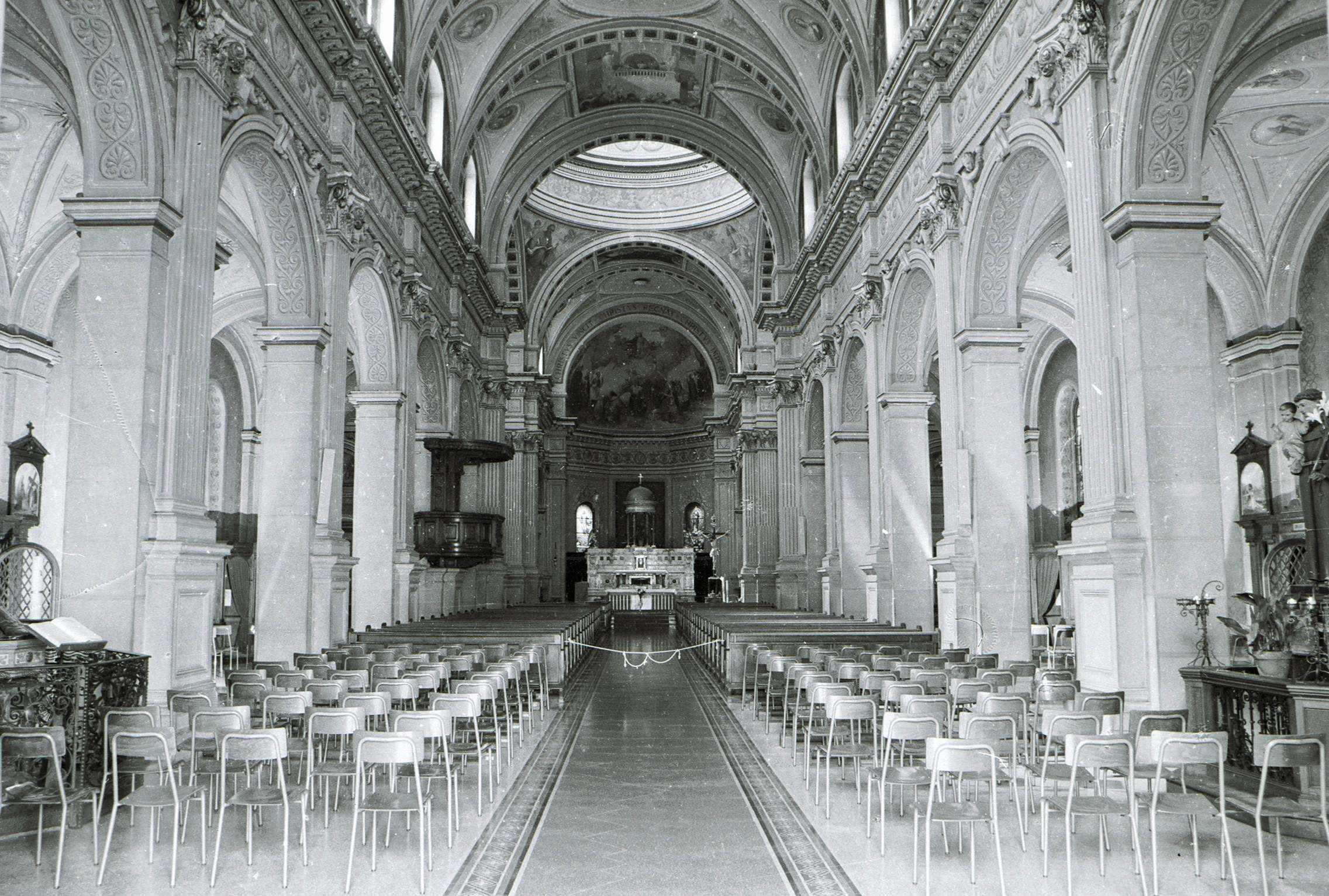
Église San Vitale : intérieur